# Цзян Дунсюй
Цзян Дунсю́й (кит. упр. 姜东旭, пиньинь Jiāng Dōngxù; род. 3 марта 1993, Харбин) — китайский кёрлингист.
В составе мужской сборной Китая участник зимних Олимпийских игр 2022 (заняли пятое место), Тихоокеанско-азиатского чемпионата 2018 (стали серебряными призёрами). В составе юниорской мужской сборной Китая участник двух чемпионатов мира (лучший результат — девятое место в 2013).
Играет на позициях третьего и четвёртого.

## Достижения
- Тихоокеанско-азиатский чемпионат по кёрлингу: серебро (2018).
- Тихоокеанско-азиатский чемпионат по кёрлингу среди юниоров: золото (2012).

## Команды
| Сезон                                               | Четвёртый   | Третий                           | Второй         | Первый        | Запасной          | Тренер                             | Турниры                                  |
| --------------------------------------------------- | ----------- | -------------------------------- | -------------- | ------------- | ----------------- | ---------------------------------- | ---------------------------------------- |
| 2011—12                                             | Ма Сююэ     | Xiao Shicheng                    | Цзян Дунсюй    | Шао Чжилинь   | Zhang Zhongbao    | Wang Zi                            | ТАЧЮ 2012 · ЧМЮ 2012 (7 место)           |
| 2011—12                                             | Ван Фэнчунь | Цзян Дунсюй                      | Chen Han       | Wang Zhiqiang |                   |                                    |                                          |
| 2012—13                                             | Цзян Дунсюй | Ван Цзиньбо                      | Zhang Zhongbao | Сюй Цзинтао   | Чжан Жунжуй       | Wang Zi                            | ЧМЮ 2013 (9 место)                       |
| 2012—13                                             | Ван Фэнчунь | Цзян Дунсюй                      | Chen Han       | Wang Zhiqiang |                   |                                    |                                          |
| 2013—14                                             | Ван Фэнчунь | Цзян Дунсюй                      | Chen Han       | Wang Zhiqiang |                   |                                    |                                          |
| 2016—17                                             | Ван Фэнчунь | Цзян Дунсюй                      | Yuan Mingjie   | Cheng Kuo     |                   |                                    |                                          |
| 2017—18                                             | Лю Жуй      | Сюй Сяомин                       | Цзян Дунсюй    | Цзан Цзялян   |                   |                                    |                                          |
| 2018—19                                             | Цзоу Цян    | Ван Чжиюй (ТАЧ) Цзян Дунсюй (КМ) | Шао Чжилинь    | Сюй Цзинтао   | Цзян Дунсюй (ТАЧ) | Чжан Чжипэн, Даниэль Рафаэль (ТАЧ) | ТАЧ 2018 · КМ 2018/19 (2 этап) (5 место) |
| 2021—22                                             | Ма Сююэ     | Цзоу Цян                         | Ван Чжиюй      | Сюй Цзинтао   | Цзян Дунсюй       | Пейя Линдхольм                     | ЗОИ 2022 (5 место)                       |
| Кёрлинг среди смешанных пар (mixed doubles curling) |             |                                  |                |               |                   |                                    |                                          |
| 2016—17                                             | Цзян Синьди | Цзян Дунсюй                      |                |               |                   |                                    |                                          |

(скипы выделены полужирным шрифтом)